# May Whitty
May Whitty, DBE (właśc. Mary Louise Whitty; ur. 19 czerwca 1865 w Liverpoolu, zm. 29 maja 1948 w Beverly Hills) – angielska aktorka filmowa i teatralna, dwukrotnie nominowana do Oscara za drugoplanowe role w filmach Noc musi zapaść (1937) i Pani Miniver (1942).

## Filmografia
- 1937: Noc musi zapaść jako pani Bramson
- 1937: Pani Walewska jako Maria Letizia Buonaparte
- 1938: Starsza pani znika jako panna Froy
- 1941: Podejrzenie jako pani Martha McLaidlaw
- 1942: Pani Miniver jako Lady Beldon, arystokratka
- 1942: Slightly Dangerous jako Baba
- 1943: Stage Door Canteen jako ona sama
- 1943: Lassie, wróć! jako Dally
- 1943: Curie-Skłodowska jako Madame Eugene Curie
- 1944: Gasnący płomień jako panna Bessie Thwaites
- 1947: Ulica zielonego delfina jako matka przełożona